# Fuckin' Up
Fuckin' Up (estilizado como Fu##in' Up) es un álbum en directo del músico canadiense Neil Young y su banda Crazy Horse bajo el nombre Neil & the Horse, publicado el 26 de abril de 2024 a través de Other Shoe Productions y Reprise Records. Es una grabación en vivo de su álbum Ragged Glory (1990), con cada pista renombrada con una frase tomada de las letras (con la excepción de la versión de «Farmer John»). La última canción de Ragged Glory, «Mother Earth (Natural Anthem)», no fue interpretada. El álbum fue grabado en una fiesta de cumpleaños privada celebrada en el Rivoli en Toronto, Canadá, el 4 de noviembre de 2023. 

## Recepción
Fuckin' Up recibió una puntuación de 81 sobre 100 en el agregador de reseñas Metacritic, basada en cinco críticas. Mojo comentó que hay un «energía innegable» en las pistas, mientras que Uncut sintió que el álbum «captura a Young y a la banda en su mejor forma», señalando que Nelson es «un compañero de duelo capaz para Young» y que «el piano honky-tonk de Lofgren aporta una calidad vibrante a estas canciones crudas y elementales». Christopher J. Lee de PopMatters dijo que «destaca a Neil Young y Crazy Horse en su mejor momento: sueltos, ruidosos y duraderos, pero sin ser prolijos».
AllMusic afirmó que las pistas están «recontextualizadas en un entorno en vivo que es incluso más desgastado y tan glorioso» y «se extienden un poco más que en el disco [...] mientras Young prueba nuevos trucos con sus tonos de guitarra y la banda inyecta algo de exploración en las secciones más improvisadas de las canciones». Nick Seip de Slant Magazine sintió que el entorno en vivo añade «aún más aspereza y suciedad» ya que «es más fiel al espíritu del material, ya que la mezcla más desordenada captura la energía de una actuación única». Stuart Berman de Pitchfork comentó que «la falta de detalle contextual pone el foco directamente en el ruido incandescente de Crazy Horse y su inercia, a la vez relajada y constante», y que el álbum «hace un convincente caso de que Ragged Glory es el álbum definitivo de Crazy Horse, mostrando al grupo en su estado más puro y crudo».

## Lista de canciones
Todas las canciones escritas y compuestas por Neil Young, excepto "Broken Circle (Over and Over)" por by Neil Young y Frank Sampedro, y "Farmer John" por Don "Sugarcane" Harris y Dewey Terry.. 
| N.º | Título                                   | Duración |  |
| 1.  | «City Life»                              | 6:38     |  |
| 2.  | «Feels Like a Railroad (River of Pride)» | 2:59     |  |
| 3.  | «Heart of Steel»                         | 5:54     |  |
| 4.  | «Broken Circle»                          | 9:05     |  |
| 5.  | «Valley of Hearts»                       | 9:04     |  |
| 6.  | «Farmer John»                            | 3:50     |  |
| 7.  | «Walkin' in My Place (Road of Tears)»    | 6:50     |  |
| 8.  | «To Follow One's Own Dream»              | 4:52     |  |
| 9.  | «A Chance on Love»                       | 15:21    |  |

## Personal
Neil & the Horse
- Neil Young – voz, guitarra y armónica
- Ralph Molina – batería y coros
- Billy Talbot – bajo y coros
- Nils Lofgren – guitarra, piano y coros
- Micah Nelson – guitarra, piano y coros

## Posición en listas
| País                             | Posición |
| -------------------------------- | -------- |
| Austria (Ö3 Austria)             | 11       |
| Bélgica (Ultratop flamenca)      | 74       |
| Bélgica (Ultratop valona)        | 77       |
| Croacia (HDU)                    | 21       |
| Alemania (Media Control Charts)  | 12       |
| Escocia (Scottish Albums Chart)  | 16       |
| Suiza (Schweizer Hitparade)      | 8        |
| Reino Unido (UK Album Downloads) | 23       |
| Reino Unido (OCC)                | 39       |